# Plage du Souffleur
La plage du Souffleur ou plage de l'anse du Souffleur, est une plage de sable ocre située à Port-Louis, en Guadeloupe.

## Description
La plage du Souffleur, longue de 570 m, se situe à Port-Louis. Elle s'étend du centre du bourg au cimetière. Il s'agit d'une plage touristique.
Plage familiale, elle comporte divers aménagements dont une longue promenade bordée de restaurants et cafés ainsi que d'un terrain de sport et de jeux pour enfants. La mer y est en général calme, mais connaît à la tombée de la nuit des nuées massives de moustiques.
La trace du Grand Cul-de-sac marin part de la plage du Souffleur, après le cimetière qui domine la plage.

## Histoire
La plage du Souffleur est exploitée pour son attrait touristique depuis le XIXe siècle. Aménagée, elle reste un point très important du tourisme de la Grande Terre.
En mai 2022, une baleine à bec de Gervais (Mesoplodon europaeus) s'échoue sur la plage du Souffleur. Des sauveteurs parviennent à la remettre à l'eau et à la sauver.
L'écrivaine Christine Lara écrit à son sujet : « La plage du Souffleur était célèbre pour sa beauté. Elle était inondée de sable d'or et de soleil. L'eau était d'un bleu éthéré. »